# صبحي الخضراء
صبحي سعيد الخضراء (1895 - 1954) سياسي فلسطيني ومحامٍ وكاتب وصحافي.

## سيرة
ولد صبحي سعيد الخضراء في صفد في العام 1895، والدته سعدى الخضراء. درس الإبتدائية في مدرسة الجامع الأحمر الظاهري فيها ثم المدرسة الصلاحية، ثم التحق بالمدرسة السلطانية في بيروت وبالكلية العسكرية في الآستانة. تزوج من أنيسة سليم، وأنجبا: فيصل وسلمى وعائدة وبوران.
انضم إلى الكلية العسكرية في إسطنبول وتخرج ضابطاً فيها. وخدم في الحرب العالمية الأولى في الجيش العثماني على جبهة سيناء وقناة السويس، ووقع لفترة من الزمن في أسر القوات البريطانية.

## نشاطه
شارك في معارك جنوب فلسطين مع القوات التركية في الحرب العالمية الأولى. اشترك في معركة ميسلون، ثم عاد إلى فلسطين ليساعد بتزويد الثورة السورية بالسلاح عن طريق شقيق زوجته فؤاد سليم.
التحق صبحي الخضراء بالثورة العربية ضد الحكم العثماني، التي انطلقت من الحجاز، وشارك، بعد انتقاله إلى معسكر الأمير فيصل، في عدد من المعارك في جنوب شرق الأردن. وكان مع طليعة القوات العربية التي دخلت دمشق في تشرين الأول/ أكتوبر 1918.
اختير عضوًا في اللجنة التنفيذية العربية في نهاية أعمال المؤتمر العربي الفلسطيني السابع، الذي عقد في القدس في حزيران/ يونيو 1928. ثم أوكل إليه رئيس هذه اللجنة، موسى كاظم باشا الحسيني، إدارة مكتبها في القدس. والتحق، خلال تلك الفترة، بمعهد الحقوق في القدس وتخرّج فيه محاميًّا سنة 1932.
كان قائدًا في حزب الاستقلال الفلسطيني، ساعد بتنظيم نشاطات ضد البريطانيين وضد الصهاينة في فلسطين، وأيضًا ثورة فلسطين 1936، وأدى ذلك إلى سجنه لمدة 3 سنوات.
بعد النكبة لجأ إلى سوريا وعمل بالمحاماة. توفي في دمشق في 4 تموز 1954 ودُفن فيها.